# Обломки «Титаника»
Обломки «Титаника» находятся на глубине около 3800 метров более чем в 600 км к юго-востоку от побережья Ньюфаундленда и состоят из двух основных частей, которые расположены на расстоянии около 600 метров друг от друга. Носовая часть корабля всё ещё узнаваема благодаря многим сохранившимся интерьерам, несмотря на ухудшение состояния и повреждения, полученные при ударе об океанское дно, тогда как корма полностью разрушена. Поле обломков вокруг места крушения содержит сотни тысяч предметов, выброшенных с затонувшего корабля. Тела пассажиров и членов экипажа также были разбросаны по океанскому дну, но с тех пор были поглощены морскими организмами.
«Титаник» затонул в ночь с 14 на 15 апреля 1912 года, столкнувшись с айсбергом, во время своего первого рейса. Многочисленные экспедиции с помощью гидролокатора безуспешно пытались прочёсывать морское дно в надежде найти его. 1 сентября 1985 года затонувшее судно было наконец обнаружено совместной франко-американской экспедицией под руководством океанографа Жан-Луи Мишеля из Французского научно-исследовательского института эксплуатации моря (IFREMER) и Роберта Балларда из Океанографического института Вудс-Хоул. Затонувшее судно было объектом пристального интереса, и его посетили многочисленные экспедиции. В ходе противоречивых спасательных операций были обнаружены тысячи предметов, которые были законсервированы и выставлены на всеобщее обозрение.
Было предложено множество схем подъёма «Титаника», включая заполнение затонувшего судна шариками для пинг-понга, инъекцией 180 000 тонн вазелина, также предлагали использовать полмиллиона тонн жидкого азота, чтобы поместить его в айсберг, который всплывёт на поверхность. Однако затонувшее судно слишком хрупкое, чтобы его можно было поднять, и в настоящее время находится под защитой конвенции ЮНЕСКО.

## Предложения по поднятию «Титаника»
Почти сразу после того, как «Титаник» затонул 15 апреля 1912 года, были выдвинуты предложения по его спасению с места крушения в северной части Атлантического океана, несмотря на то, что его точное местоположение и состояние были неизвестны. Семьи нескольких состоятельных жертв катастрофы — семья Гуггенхайм, семья Астор и семья Вайднер — сформировали консорциум и заключили контракт с компанией «Merritt and Chapman Derrick Wrecking Company» на подъём «Титаника». Вскоре от проекта отказались как от непрактичного, поскольку ныряльщики не смогли достичь даже незначительной доли необходимой глубины, где давление превышает 40 МПа (около 400 атмосфер). Отсутствие подводных технологий в то время, а также начало Первой мировой войны также отложили этот проект. Компания рассматривала возможность сброса динамита на затонувшее судно, чтобы извлечь тела, которые всплыли бы на поверхность, но в конце концов отказалась от этого после того, как океанографы предположили, что экстремальное давление спрессовало тела в студенистые комки. Впоследствии выяснилось, что эти выводы были неверны. Падение кита, явление, обнаруженное только в 1987 году — по совпадению, тем же подводным аппаратом, который использовался для первой экспедиции с экипажем на «Титаник» годом ранее — демонстрирует, что заполненные водой трупы, в данном случае китообразных, могут опуститься на дно практически нетронутыми. Высокое давление и низкая температура воды предотвратили бы образование значительного количества газа во время разложения, не позволив телам жертв «Титаника» подняться обратно на поверхность.
В последующие годы было выдвинуто множество предложений по спасению «Титаника». Однако все это наталкивалось на практические и технологические трудности, нехватку финансирования и, во многих случаях, непонимание физических условий на месте крушения. Чарльз Смит, архитектор из Денвера (штат Колорадо), предложил в марте 1914 года прикрепить к подводной лодке электромагниты, которые непреодолимо притягивались бы к стальному корпусу затонувшего судна. Определив его точное местоположение, с флотилии барж были бы спущены дополнительные электромагниты, которые подняли бы «Титаник» на поверхность. Ориентировочная стоимость в 1,5 миллиона долларов США (35,5 млн сегодня) и его непрактичность означали, что идея не была воплощена на практике. Другое предложение предполагало подъём «Титаника» путем прикрепления воздушных шаров к его корпусу с помощью электромагнитов. Как только будет прикреплено достаточное количество воздушных шаров, корабль мягко всплывет на поверхность. И снова идея не продвинулась дальше чертёжной доски.

### Предложения по спасению в 1960-х и 1970-х годах

Изображение «Титаника» на плакате, рекламирующем фильм Спасите «Титаник»

В середине 1960-х годов работник чулочно-носочной фабрики из Болдока (Великобритания) Дуглас Вулли разработал план поиска «Титаника» с помощью батискафа и подъёма затонувшего судна путем надувания нейлоновых баллонов, которые должны были прикрепить к его корпусу. Заявленная цель состояла в том, чтобы доставить затонувшее судно в Ливерпуль (Великобритания) и превратить его в плавучий музей. Для управления этой схемой была создана компания по спасению «Титаника», а группа бизнесменов из Западного Берлина учредила организацию Titanic-Tresor для её финансовой поддержки. Проект рухнул, когда его сторонники обнаружили, что они не могут решить проблему того, каким образом будут надуваться воздушные шары. Расчеты показали, что может потребоваться десять лет, чтобы выработать достаточное количество газа для преодоления давления воды.
В 1970-е годы было выдвинуто множество смелых, но в равной степени непрактичных схем. Одно предложение предусматривало закачку 180 000 тонн расплавленного воска (или, альтернативно, вазелина) в «Титаник», чтобы поднять его на поверхность. Другое предложение предполагало наполнение «Титаника» шариками для пинг-понга, но упускался из виду тот факт, что шарики будут раздавлены давлением задолго до того, как достигнут глубины затонувшего судна. Аналогичная идея, предполагающая использование глубоководных стеклянных сфер, которые могли выдерживать давление, была отвергнута, когда стоимость необходимого количества сфер превысила 238 миллионов долларов. Безработный подрядчик по перевозке грузов из Уолсолла (Великобритания) Артур Хикки предложил поместить «Титаник» внутрь айсберга, заморозив воду вокруг затонувшего судна плавучей ледяной оболочкой. Лёд, будучи менее плотным, чем жидкая вода, всплыл бы на поверхность и мог быть отбуксирован к берегу. Компания BOC подсчитала, что для этого потребуется закачать на морское дно полмиллиона тонн жидкого азота. В приключенческой новелле 1976 года Поднимите «Титаник»! писателя Клайва Касслера главный герой Дирк Питт заделывает дыры в корпусе «Титаника», накачивает его сжатым воздухом и достигает того, что корабль «выпрыгивает из волн, как современная подводная лодка, продувающая свои балластные цистерны», — эта сцена изображена на постерах фильма, вышедшего по мотивам этой книги. Хотя это было художественным преувеличением и сделано с использованием 17-метровой модели «Титаника», это было бы физически невозможно. На момент написания книги всё ещё считалось, что корабль затонул целым и невредимым.
Роберт Баллард из океанографического института Вудс-Хоул давно интересовался поисками «Титаника». Несмотря на то, что ранние переговоры с возможными спонсорами были прекращены, когда выяснилось, что они хотят превратить затонувшее судно в сувенирные пресс-папье, более сочувствующие спонсоры присоединились к Балларду и основали компанию Seasonics International Ltd. для дополнительного изучения места кароблекрушения «Титаника». В октябре 1977 года он предпринял свою первую попытку найти корабль с помощью Alcoa — глубоководного спасательного судна корпорации Seaprobe. По сути, это было буровое судно с гидроакустическим оборудованием и камерами, прикреплёнными к концу бурильной трубы. Судно могло поднимать предметы с морского дна с помощью механического когтя с дистанционным управлением. Экспедиция закончилась неудачей, когда лопнула бурильная труба, в результате чего на морское дно (на 900 м) погрузились трубы и электроника стоимостью 600 000 долларов США (около 2,9 млн сегодня).
В 1978 году Walt Disney Company и журнал «National Geographic» рассматривали возможность организации совместной экспедиции по поиску «Титаника» с использованием алюминиевого подводного аппарата Aluminaut. «Титаник» должен был находиться в пределах допустимой глубины погружения, но от этих планов отказались по финансовым соображениям.
В следующем году британский миллиардер, финансист и магнат сэр Джеймс Голдсмит основал компанию Seawise & Titanic Salvage Ltd. с привлечением экспертов по подводному плаванию и фотографии. Его целью было использовать популярность темы поиска обломков «Титаника» для продвижения своего недавно созданного журнала «NOW!». Экспедиция в Северную Атлантику была запланирована на 1980 год, но была отменена из-за финансовых трудностей. Год спустя «NOW!» закрылся после 84 выпусков, а Голдсмит понёс огромные финансовые потери.
Фред Келер, мастер по ремонту электроники из Корал-Гейблс (штат Флорида), продал свой магазин электроники, чтобы профинансировать завершение строительства глубоководного аппарата для двух человек Seacopter. Он планировал нырнуть к «Титанику», проникнуть внутрь корпуса и забрать сказочную коллекцию бриллиантов, которая, по слухам, хранилась в сейфе казначея. Однако ему не удалось получить финансовую поддержку для своей запланированной экспедиции. Другое предложение предусматривало использование полупогруженной платформы, смонтированной с помощью кранов и опирающейся на два водонепроницаемых супертанкера, которые поднимут затонувшее судно с морского дна и доставят его на берег. Цитировались слова одного из энтузиастов: «Это похоже на Великую Китайскую стену — имея достаточно времени, денег и людей, вы можете сделать всё, что угодно». Времени, денег и людей не нашлось, и это предложение продвинулось не дальше, чем любое из других предшественников.

### Экспедиции Джека Гримма, 1980—1983
17 июля 1980 года экспедиция, спонсировавшаяся техасским нефтяным магнатом Джеком Гриммом, отправилась из Порт Эверглейдс (штат Флорида) на исследовательском судне H.J.W. Fay. Гримм ранее спонсировал экспедиции по поиску Ноева ковчега, Лох-несского чудовища, Снежного человека и гигантской дыры на Северном полюсе, предсказанной псевдонаучной гипотезой Полой Земли. Чтобы собрать средства для своей экспедиции к месту, где затонул «Титаник», он заручился спонсорской поддержкой друзей, с которыми играл в покер, продал права на СМИ через агентство Уильяма Морриса, заказал книгу и заручился услугами Орсона Уэллса для озвучивания документального фильма. Он заручился научной поддержкой Колумбийского университета, пожертвовав 330 000 долларов США геологической обсерватории Ламонт-Доэрти на покупку гидролокатора широкого обзора в обмен на пятилетнее использование оборудования и услуги технических специалистов для его поддержки. Доктора Уильям Б. Ф. Райан из Колумбийского университета и Фред Списс из Института океанографии Скриппса в Калифорнии присоединились к экспедиции в качестве консультантов. Они чуть не остались на берегу, когда Гримм познакомил их с новым консультантом — обезьяной по имени Титан, которую обучили указывать точку на карте, чтобы предположительно указать, где находится «Титаник». Ученые выдвинули ультиматум: «Либо мы, либо обезьяна». Гримм предпочёл обезьяну, но его уговорили взять вместо неё учёных.
Результаты были неубедительными, поскольку в течение трёх недель наблюдений при почти непрерывно плохой погоде в июле и августе 1980 года обнаружить «Титаник» не удалось. Проблема усугублялась технологическими ограничениями; гидролокатор Sea MARC, использовавшийся экспедицией, имел относительно низкое разрешение и был новым и непроверенным оборудованием. Он едва не потерялся всего через 36 часов после запуска, когда во время резкого поворота оторвало хвост прибора, разрушив магнитометр, который был критически необходим для обнаружения корпуса «Титаника». Тем не менее, ему удалось обследовать территорию площадью около 500 квадратных морских миль (1 700 квадратных километров) и определить 14 возможных целей. Документальный фильм об этой экспедиции с участием Орсона Уэллса называется В поисках «Титаника» (1981).
Вторую экспедицию Гримм организовал в июне 1981 года на борту исследовательского судна Gyre, к которой снова присоединились Списс и Райан. Чтобы повысить шансы найти затонувшее судно, команда использовала гораздо более мощное гидролокационное устройство — глубоководный буксир Scripps. Погода снова была очень плохой, но все 14 целей были успешно обследованы и оказались природными объектами. В последний день экспедиции был найден предмет, похожий на пропеллер. По возвращении в Бостон (штат Массачусетс) Гримм объявил, что «Титаник» был найден, но ученые отказались подтвердить его утверждение. Документальный фильм об этой экспедиции с участием Джеймса Друри называется Возвращение на Титаник (1981). Этот и предыдущий фильмы позже были объединены в единую постановку В поисках Титаника (1981).
В июле 1983 года Гримм вместе с Райаном в третий раз вернулся к месту крушения на борту исследовательского судна Robert D. Conrad. Ничего не было найдено, и плохая погода привела к досрочному завершению экспедиции. Гидролокатор Sea MARC прошёл над «Титаником», но не смог его обнаружить, потому что глубокое сканирование у места крушения проходило в пределах 1 ½ морской мили (3 км).

## Обнаружение обломков
Майклу Д. Харрису и Джеку Гримму не удалось найти «Титаник», но их экспедициям удалось составить довольно подробную карту района, в котором затонул корабль. Было ясно, что местоположение, указанное в сигналах бедствия с «Титаника», было неточным, что представляло серьёзную трудность для экспедиции, поскольку увеличивало и без того обширный район поиска. Несмотря на неудачу своей экспедиции 1977 года, Баллард не терял надежды и разработал новые технологии и новую стратегию поиска для решения проблемы. Новой технологией стала система под названием Арго/Ясон (отсылка к греческой мифологии Ясон — предводитель аргонавтов, Арго — корабль аргонавтов, также отсылка к американскому приключенческому фильму Ясон и аргонавты (1963)). Он состоял из дистанционно управляемого глубоководного аппарата Арго, оснащенного гидролокатором с камерами и буксируемого за кораблем, с привязанным к нему роботом Ясон, который мог бродить по морскому дну, делать снимки крупным планом и собирать образцы. Изображения, отснятые роботом, передавались обратно в диспетчерскую на буксирном судне, где их сразу же оценивали. Хотя она была разработана для научных целей, у неё также было важное военное применение, и военно-морской флот Соединенных Штатов согласился спонсировать разработку системы, при условии, что она должна будет использоваться для выполнения ряда программ — многие из которых до сих пор засекречены — для военно-морского флота.
Военно-морской флот поручил Балларду и его команде ежегодно в течение четырёх лет проводить месячную экспедицию, чтобы поддерживать Арго/Ясон в хорошем рабочем состоянии. Ведомство согласилось с предложением Балларда использовать часть времени для поиска «Титаника», как только цели военно-морского флота будут достигнуты; поиск предоставил бы идеальную возможность испытать Арго/Ясон. В 1984 году Военно-морской флот отправил Балларда и Арго нанести на карту обломки затонувших атомных подводных лодок USS Thresher (SSN-593) и USS Scorpion (SSN-589), затерянных в Северной Атлантике на глубинах до 3 км. Экспедиция обнаружила подводные лодки и сделала важное открытие. Когда Thresher и Scorpion затонули, обломки разлетелись по обширному участку морского дна и были рассортированы течениями, так что легкие обломки отнесло дальше всего от места затопления. Это «поле обломков» было намного больше, чем сами обломки. Следуя по кометоподобному следу, можно было найти основные фрагменты обломков.
Вторая экспедиция по нанесению на карту места крушения Scorpion была организована в 1985 году. В конце экспедиции на поиски «Титаника» оставалось всего двенадцать дней. Поскольку безуспешные усилия Харриса/Гримма заняли более сорока дней, Баллард решил, что потребуется дополнительная помощь. Он обратился в IFREMER, с которым ранее сотрудничал Вудс Хоул. Организация недавно разработала гидролокатор бокового обзора высокого разрешения SAR и согласилась направить исследовательское судно RV Le Suroît для обследования морского дна в районе, где, как предполагалось, находился «Титаник». Идея состояла в том, чтобы французы использовали гидролокатор для поиска вероятных целей, а затем американцы использовали Арго, чтобы проверить цели, в надежде подтвердить, действительно ли они были затонувшим кораблем. Французская команда потратила пять недель, с 5 июля по 12 августа 1985 года, на «стрижку газона» — плавание взад и вперед по целевому району 150 квадратных морских миль (510 квадратных километров) для сканирования морского дна. Однако они ничего не нашли, хотя оказалось, что во время своего первого захода они прошли в нескольких сотнях метров от «Титаника».
Баллард понял, что поиск самого места крушения с помощью гидролокатора вряд ли будет успешным, и применил другую тактику, опираясь на опыт исследований Thresher и Scorpion. Он стал искать поле обломков, используя камеры Арго, а не гидролокатор. В то время как гидролокатор не мог отличить искусственный мусор на морском дне от природных объектов, камеры могли. Поле обломков также было бы гораздо большей целью, простираясь на одну морскую милю (1,9 км) или больше, в то время как сам «Титаник» в ширину был всего 27 метров. Поиски потребовали круглосуточной буксировки Арго взад и вперед над морским дном, при этом вахтенные на борту исследовательского судна Knorr посменно просматривали снимки с камер в поисках любых признаков обломков. После недели бесплодных поисков, в 12:48 утра в воскресенье, 1 сентября 1985 года, на экранах Knorr начали появляться фрагменты обломков. Один из них был идентифицирован как котёл, идентичный тем, что изображены на фотографиях 1911 года. На следующий день была найдена основная часть затонувшего судна, и Арго отправил наверх первые фотографии «Титаника» с момента его затопления 73 года назад. Это открытие попало в заголовки газет по всему миру.

## Последующие экспедиции

#### 1986—1998

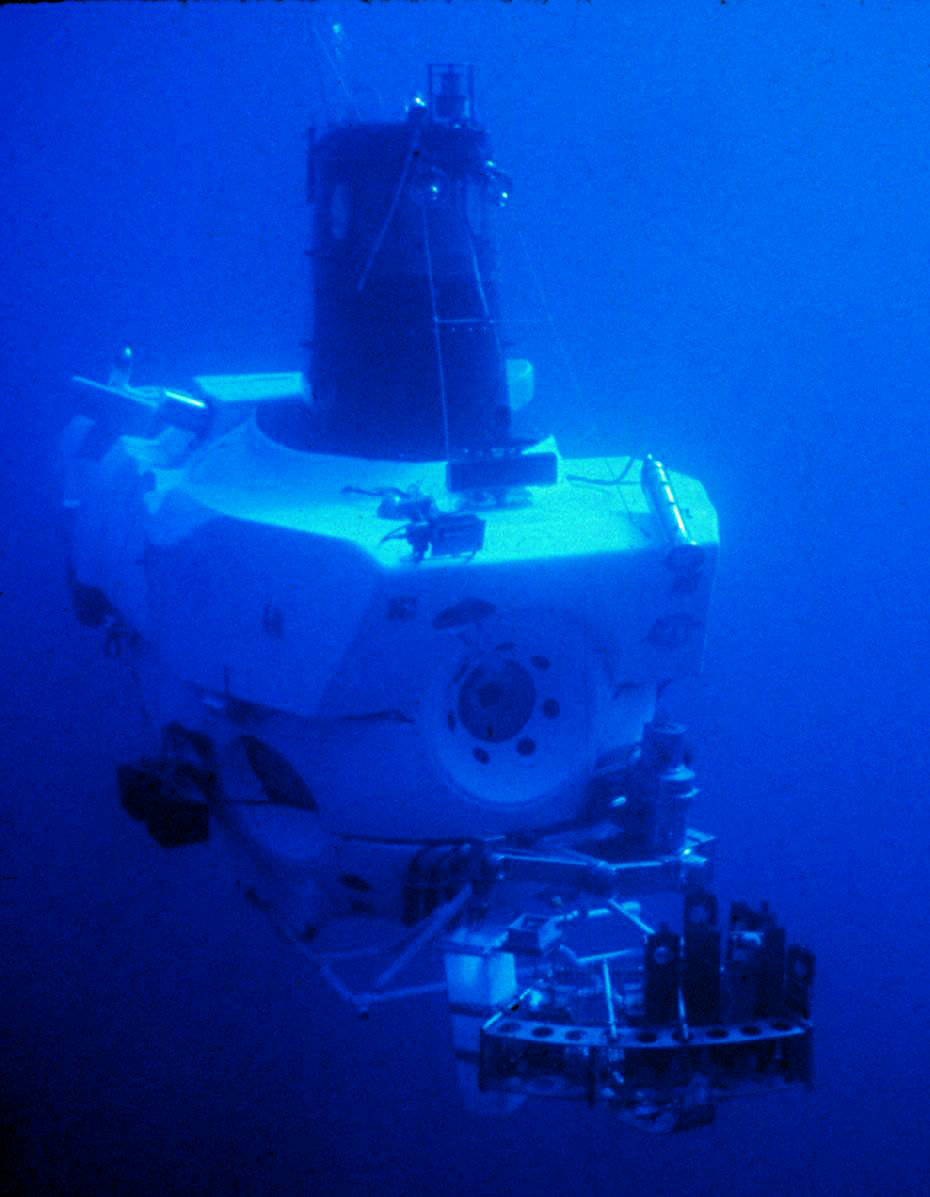
DSV Alvin, использовался в 1986 году для организации первой экспедиции с экипажем к месту крушения «Титаника»

После обнаружения места крушения Баллард вернулся на «Титаник» в июле 1986 года на борту исследовательского судна RV Atlantis II. На этот раз глубоководный аппарат DSV Alvin мог доставить людей к «Титанику» впервые с момента его затопления, а дистанционно управляемый аппарат Jason Jr. позволял исследователям изучить внутреннее пространство обломков. Другая система, ANGUS (геологическая подводная съемка с акустической навигацией), использовалась для проведения фотосъемки поля обломков. Jason Jr. спустился по разрушенной парадной лестнице до палубы В и сфотографировал удивительно хорошо сохранившиеся интерьеры, включая несколько люстр, все ещё свисающих с потолков.
В период с 25 июля по 10 сентября 1987 года экспедиция, организованная IFREMER и консорциумом американских инвесторов, в который входили Джордж Таллок, Майкл Г. Харрис, Майкл Д. Харрис и Ральф Уайт, совершила 32 погружения на «Титаник» с использованием подводного аппарата Наутилус. Несмотря на все разногласия, они спасли и доставили на берег более 1 800 предметов. 
Совместная российско-канадско-американская экспедиция состоялась в 1991 году с использованием научно-исследовательского судна Академик Мстислав Келдыш и двух его подводных аппаратов Мир. Спонсируемая Стивеном Лоу, IMAX, CBS, National Geographic и другими, экспедиция провела обширные научные исследования с экипажем из 130 ученых и инженеров. Аппараты Мир совершили 17 погружений, проведя на дне более 140 часов, сняв 12 000 метров пленки IMAX. На основе этого материала в 1995 году был смонтирован документальный фильм Титаника, который позже был выпущен в США на DVD в отредактированной версии, с голосом за кадром Леонарда Нимоя.
IFREMER и RMS Titanic Inc., преемники спонсоров экспедиции 1987 года вернулись к месту крушения вместе с Наутилусом и ROV «Robin» в июне 1993 года. В течение пятнадцати дней Наутилус совершил пятнадцать погружений продолжительностью от восьми до двенадцати часов каждое. Во время экспедиции было обнаружено ещё 800 артефактов, включая двухтонный фрагмент поршневого двигателя, спасательную шлюпку и паровой свисток с носовой трубы корабля.
В 1993, 1994, 1996 и 1998 годах RMS Titanic Inc. провела серию интенсивных погружений, в результате которых только в ходе первых двух экспедиций было извлечено более 4 000 предметов. Экспедиция 1996 года предприняла спорную попытку поднять часть самого «Титаника», секцию внешнего корпуса, которая первоначально составляла часть стены двух кают первого класса на палубе C, простирающуюся до палубы D. Она весила 20 тонн, была размерами 15х25 футов (4,6х7,6 метров) и состояла из четырёх иллюминаторов, в трех из которых все ещё было стекло. Секция оторвалась либо в момент затопления судна, либо в результате удара о морское дно.
Её извлечение с использованием флотационных мешков, наполненных дизельным топливом, превратилось в нечто вроде развлекательного мероприятия, и экспедицию к месту крушения сопровождали два круизных лайнера. Пассажирам была предложена возможность за 5 000 долларов США с человека наблюдать за процессом на телевизионных экранах в своих роскошных каютах, а также наслаждаться шоу в стиле Лас-Вегаса и азартными играми в казино на борту кораблей. Для оживления процесса были привлечены различные знаменитости, в том числе Берт Рейнольдс, Дебби Рейнольдс и Базз Олдрин, а «грандиозные приемы» для важных персон были запланированы на берегу, куда должны были доставить секцию корпуса.
Однако подъём закончился неудачей, когда из-за непогоды лопнули веревки, поддерживающие мешки. В тот момент, когда канаты оборвались, секция корпуса была почти поднята и до поверхности воды оставалось 60 метров. Обломок устремился обратно на 3 700 метров вниз, встав вертикально на морское дно. Эта попытка была подвергнута резкой критике со стороны морских археологов, ученых и историков как рекламный трюк для получения выгоды. В некоторых публикациях это событие сравнили с разграблением могилы, а Баллард назвал это мероприятие «карнавалом» и заявил, что «мы пытались положить этому конец, но это лишь увековечило трагедию». Вторая, успешная попытка поднять фрагмент была предпринята в 1998 году. Так называемый «большой кусок» хранился в лаборатории в Санта-Фе (штат Нью-Мексико) в течение двух лет, прежде чем был выставлен на всеобщее обозрение в отеле и казино Луксор Лас-Вегас.
В 1995 году канадский режиссёр Джеймс Кэмерон зафрахтовал судно Академик Мстислав Келдыш и аппараты Мир, чтобы совершить 12 погружений к «Титанику». Он использовал отснятый материал в своем блокбастере 1997 года Титаник. Обнаружение затонувшего судна и документальный фильм National Geographic об экспедиции Балларда 1986 года вдохновили его в 1987 году написать краткое изложение того, что в конечном итоге стало фильмом: «Сделайте историю с описанием современной сцены крушения с использованием подводных аппаратов, перемежающуюся воспоминаниями выжившего и воссозданными сценами в ночь крушения. Суровое испытание человеческих ценностей в условиях стресса».

#### 2000 — настоящее время

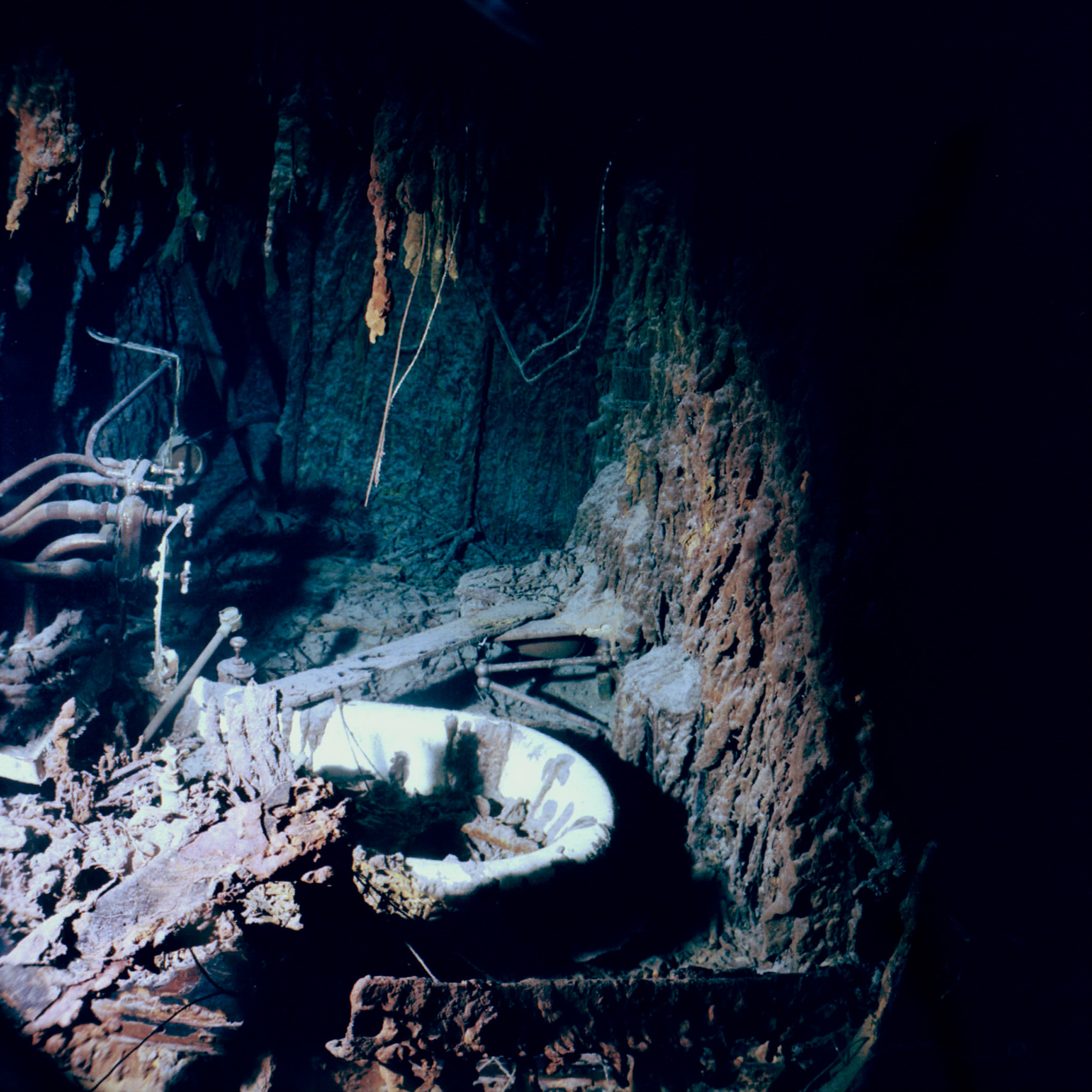
Частично разрушенная ванная комната капитана судна Эдварда Смита, на переднем плане видна часть ванной, поглощаемой рустикалиями

Экспедиция 2000 года компании RMS Titanic Inc. провела 28 погружений, в ходе которых было извлечено более 800 артефактов, включая телеграфы корабельного двигателя, флаконы с духами и водонепроницаемые дверные механизмы.
В 2001 году американская пара — Дэвид Лейбовиц и Кимберли Миллер— вызвали споры, когда поженились на борту подводного аппарата, который опустился на нос «Титаника», намеренно повторяя знаменитую сцену из фильма Джеймса Кэмерона 1997 года. Свадьба была, по сути, рекламным трюком, спонсируемым британской компанией SubSea Explorer, которая предложила бесплатное погружение на «Титаник», выигранное Лейбовицем. Он спросил, может ли его невеста тоже поехать, и ему ответили, что она может поехать только в том случае, если согласится выйти замуж во время поездки.
Та же компания также привезла с собой Филипа Литтлджона, внука одного из выживших членов экипажа «Титаника», который стал первым родственником пассажира или члена экипажа «Титаника», посетившим место крушения. Джеймс Кэмерон также вернулся на «Титаник» в 2001 году, чтобы провести съемки для фильма Walt Disney Pictures Призраки бездны, снятого в (3D формате). Во время одного из таких погружений произошли теракты 11 сентября в Нью-Йорке и Вашингтоне. Кэмерон и команда не знали об атаках, пока не всплыли на поверхность и не были уведомлены Биллом Пакстоном и членами экипажа.
В 2003 и 2004 годах Национальное управление океанических и атмосферных исследований США (NOAA) осуществило две экспедиции на «Титаник». В первом, проведенном в период с 22 июня по 2 июля 2003 года, было выполнено четыре погружения за два дня. Его ключевыми целями были оценка текущего состояния места крушения и проведение научных наблюдений в поддержку текущих исследований. Кормовая часть, которой ранее исследователи уделяли относительно мало внимания, была специально выбрана для анализа. Колонии микроорганизмов на борту «Титаника» также были ключевым объектом исследования. Во время второй экспедиции, проходившей с 27 мая по 12 июня 2004 года, Роберт Баллард вернулся на «Титаник» почти через 20 лет после того, как он его обнаружил. Экспедиция провела на месте крушения 11 дней, проводя картографирование в высоком разрешении с использованием видео- и стереоскопических фотоснимков.
Компания RMS Titanic Inc. организовала дальнейшие экспедиции на «Титаник» в 2004 году и 2010 году, когда была составлена первая всеобъемлющая карта всего поля обломков. Два автономных подводных аппарата — так называемых робота-торпеды — неоднократно пробегали взад и вперед по полю обломков 3x5 морских мили (6х9 квадратных километров), делая снимки гидролокатором, в результате чего получилось более 130 000 изображений с высоким разрешением. Это позволило впервые создать детальную фотомозаику поля обломков, что дало ученым гораздо более четкое представление о динамике погружения затонувшего корабля. Экспедиция столкнулась с трудностями: над местом крушения прошло несколько ураганов, и ROV Remora застрял в обломках. В этом же году была обнаружена новая бактерия, живущая в обломках «Титаника», Halomonas titanicae.
В 2005 году состоялись две экспедиции на «Титаник». Джеймс Кэмерон вернулся в третий и последний раз для съемок фильма Последние тайны Титаника. Другая экспедиция искала ранее необследованные обломки, что привело к созданию документального фильма Последние мгновения Титаника: недостающие фрагменты.
Туристические и научные посещения «Титаника» продолжились и к апрелю 2012 года, спустя 100 лет после катастрофы и почти 25 лет с момента обнаружения затонувшего судна, его посетили около 140 человек. 14 апреля 2012 года (в 100-ю годовщину гибели корабля) обломки «Титаника» получили право на охрану в соответствии с Конвенцией ЮНЕСКО об охране подводного культурного наследия 2001 года. В том же месяце Роберт Баллард, первооткрыватель затонувшего судна, объявил о плане сохранения останков «Титаника» с помощью глубоководных роботов для окраски затонувшего судна специальной краской против наростов, чтобы помочь сохранить затонувшее судно в его нынешнем состоянии навсегда. Предложенный план, о котором объявил Баллард, был изложен в документальном фильме, снятом к 100-летию гибели «Титаника» Спасите «Титаник» с Бобом Баллардом, где сам Баллард рассказывает о том, как будет работать предложенная покраска затонувшего судна. Баллард говорит, что он предложил роботизированную очистку и перекраску «Титаника» в цветовую гамму, имитирующую ржавчину, потому что он увидел «оригинальную краску против наростов на корпусе корабля, которая все ещё работала даже после 74 лет на морском дне», когда он посетил «Титаник» в 1986 году.
В августе 2019 года команда исследователей и ученых использовала глубоководный аппарат для посещения места крушения, что стало первым погружением экипажа на корабль за 14 лет. В течение восьми дней было совершено пять погружений. Команда использовала специально адаптированные камеры, чтобы впервые запечатлеть затонувшее судно в разрешении 4K, также были выполнены специальные фотограмметрические проходы для создания высокоточных и фотореалистичных 3D-моделей затонувшего судна. Кадры из погружения были использованы для документального фильма Atlantic Productions. Документальный фильм Назад к Титанику вышел в эфир на телеканале «National Geographic» в 2020 году.
Американская компания OceanGate начала проводить коммерческие подводные экскурсии к затонувшему кораблю под названием Исследовательские экспедиции Титаника в июле 2021 года.
В мае 2023 года картографической компанией Magellan и кинопроизводственной компанией Atlantic Productions был создан первый полноразмерный цифровой скан «Титаника» с использованием глубоководной картографии. Трёхмерный вид всего корабля позволяет видеть его так, как будто из него слили воду. Есть надежда, что сканирование сможет пролить новый свет на затопление судна.

#### Крушение батискафа «Титан»
18 июня 2023 года была потеряна связь с подводным аппаратом, который спускался к обломкам «Титаника». 22 июня были обнаружены обломки. Погибли все 5 человек на борту: британско-пакистанский бизнесмен, глава корпорации Dawood Hercules и попечитель Института SETI Шахзада Давуд, его сын, британский бизнесмен, авиатор и космический турист Хамиш Хардинг, бывший командир французского флота, дайвер, пилот подводного аппарата Поль-Анри Наржоле и пилот подводного аппарата, генеральный директор и основатель компании OceanGate Стоктон Раш.

## Описание обломков
Местоположение затонувшего судна находится на значительном расстоянии от местоположения, переданного корабельными радистами перед тем, как оно затонуло. Обломки «Титаника» состоят из двух основных частей расположенных на расстоянии 370 морских миль (690 км) к юго-востоку от заповедника Мистейкен Пойнт канадской провинции Ньюфаундленд и Лабрадор. Котлы, найденные Арго, которые отмечают точку, в которой корабль затонул, находятся примерно 180 метров к востоку от кормы. Две основные части затонувшего «Титаника» представляют собой разительный контраст. Хотя четырнадцать выживших свидетельствовали, что корабль развалился на части, когда затонул, официальное расследование не приняло во внимание эти показания, и предполагалось, что корабль затонул целым. Теперь ясно, что нагрузки на «Титаник» привели к тому, что корабль раскололся на части между второй и третьей трубами на поверхности или чуть ниже неё.

### Носовая часть
Считается, что носовая часть, длина которой составляет около 140 метров, опустилась под углом около 45°. Её расстояние от кормы было обусловлено тем, что она глиссировала вперед по горизонтали примерно на 0,3 метра за каждые 1,8 метров своего снижения. Во время спуска на морское дно трубы были сметены, унося с собой такелаж и большие отрезки тросов. Они волочились по шлюпочной палубе, срывая многие шлюпбалки и большую часть другого палубного оборудования. Фок-мачта также была снесена и упала на левый мостик. Рулевая рубка корабля была снесена, возможно, после удара падающей передней частью.
Носовая часть ударилась о дно со скоростью примерно 20 узлов (10 м/с), зарывшись примерно на 20 метров глубоко в ил, до основания якорей. Удар согнул корпус в двух местах и заставил его прогнуться вниз примерно на 10° под носовыми кранами колодезной палубы и примерно на 4° под носовым деформационным швом. Когда носовая часть ударилась о морское дно, ослабленные палубы в задней части, где корабль развалился на части, обрушились друг на друга. Крышка переднего люка также была сорвана и приземлилась в сотне метров перед носом, возможно, из-за силы выталкивания воды, когда носовая часть ударилась о дно.
Территория вокруг мостика особенно сильно повреждена; как выразился Роберт Баллард, она выглядит «так, как будто её раздавил кулак великана». Крыша офицерских кают и боковые стены спортивного зала кажутся вдавленными внутрь, перила были отогнуты наружу, а вертикальные стальные колонны, поддерживающие палубы, были изогнуты в С-образную форму. Чарльз Р. Пеллегрино предположил, что это было результатом «нисходящего потока» воды, вызванного скользящим потоком, который следовал за носовой частью, когда она падала на морское дно. Согласно гипотезе Пеллегрино, когда нос судна резко остановился, инерция скользящего потока привела к тому, что быстро движущийся столб воды весом в тысячи тонн обрушился на верхнюю часть затонувшего судна, ударив его рядом с мостиком. Это, утверждает Пеллегрино, привело к тому, что большая часть внутренней половины носовой секции была разрушена приливами воды и сильными водоворотами, возникшими в результате внезапной остановки затонувшего судна. Повреждения, вызванные столкновением с айсбергом, не видны на носовой части, так как он погребен под илом.

### Интерьеры
Несмотря на внешние разрушения, вызванные опусканием носовой части и столкновением с океанским дном, некоторые части интерьера остались в относительно хорошем состоянии. Медленное затопление носовой части и её относительно плавный спуск на морское дно смягчили внутренние повреждения. Лестничный колодец первого класса, парадная лестница «Титаника» между шлюпочной палубой и палубой Е представляет собой пустую щель внутри затонувшего судна, обеспечивающую удобную точку доступа для ТНПА. Плотная ржавчина, свисающая со стального настила, в сочетании с глубокими слоями ила, скопившимися внутри, затрудняют навигацию по затонувшему кораблю.
Пассажирские каюты в значительной степени пришли в негодность из-за того, что они были отделаны скоропортящимися хвойными породами дерева, такими как сосна, в результате чего свисающие электрические провода, светильники и мусор перемежались с более долговечными предметами, такими как латунные каркасы кроватей, светильники для освещения и умывальники с мраморными столешницами. Изделия из дерева с такими приспособлениями, как дверные ручки, выдвижные ящики или нажимные пластины, сохранились в лучшем состоянии благодаря небольшому электрическому заряду, выделяемому металлом, который отпугивал рыб и другие организмы. Лиственные породы дерева, такие как тик и красное дерево, из которых изготавливается большая часть мебели для кают, более устойчивы к гниению. Туалеты и ванные комнаты в пассажирских отсеках устояли перед разрушением, поскольку были выполнены из стали.
Единственными нетронутыми общественными помещениями, оставшимися как в кормовой, так и в носовой частях, являются приемная первого класса и обеденный салон, оба на палубе D. Большая часть обеденного салона разрушилась из-за его близости к точке разлома в средней части корабля, но дальняя носовая часть доступна, и прямоугольные окна свинцово-силикатного стекла, основания столов и потолочные светильники хорошо сохранились. Приемная с окнами из свинцово-силикатного стекла и панелями из красного дерева осталась на удивление нетронута, хотя потолок просел, а пол покрыт глубоким слоем ила. Турецкие бани на палубе F были обнаружены в отличном состоянии во время их повторного открытия в 2005 году, сохранив сине-зеленую плитку, резные изделия из тикового дерева и инкрустированную мебель. Парадная лестница, вероятно, была разрушена во время затопления, но окружающие первый класс вестибюли и входы в лифты сохранили много позолоченных хрустальных ламп, дубовых балок и стоек в дубовых рамах.
В дополнение к пассажирским помещениям также были исследованы помещения для экипажа, такие как кают-компания пожарных, общежития, части однопалубного отсека Scotland Road и грузовые отсеки на палубе Orlop. Экспедиция Призраки бездны в 2001 году попыталась обнаружить знаменитый автомобиль Renault, принадлежавший Уильяму Картеру, но груз был неразличим под слоем ила и ржавчины.

### Кормовая часть
Корма корабля, длина которой составляет около 105 метров, была катастрофически повреждена во время спуска и посадки на морское дно. Во время затопления, эта часть судна не была полностью заполнена водой, и растущее давление воды привело к тому, что образовавшиеся воздушные карманы взорвались, разорвав корпус на части. Несколько выживших сообщили, что слышали взрывы примерно через десять секунд после того, как корма погрузилась под волны. Данные гидроакустической карты, составленной во время экспедиции 2010 года, показали, что корма вращалась подобно лопасти вертолета, когда погружалась.
Штурвал, по-видимому, отклонился на угол примерно от 30 до 45° во время опускания кормы, в результате чего секция по крутой спирали пошла ко дну. Вероятно, сначала он ударил по рулю, погрузив большую часть руля в грязь на глубину 15 метров. Палубы обрушились друг на друга, а обшивка корпуса разлетелась в стороны от разрушенной части судна. Палубы сложились настолько сильно, что общая высота настилов, которые громоздятся поверх поршневых двигателей, теперь, как правило, составляет не более 3,7-4,6 метров. Ни одна палуба не имеет высоты более 30 см .
Большие участки обшивки корпуса, по-видимому, отвалились задолго до того, как затонувшее судно ударилось о дно. Одна такая секция, предположительно принадлежавшая камбузу, отделилась от кормы целым куском и приземлилась неподалеку. Сила воды оторвала палубу кормы и сложила её обратно на себя. Центральный винт полностью закопан, в то время как сила удара привела к тому, что два крыльевых винта и валы были загнуты вверх на угол около 20°.
Считалось, что большая V-образная секция корабля сразу за миделем, идущая от киля вверх через котельное отделение номер 1 и выше, чтобы покрыть область под трубами номер три и четыре, полностью разрушилась при крушении корабля. Это была одна из самых слабых частей корабля из-за наличия двух больших открытых пространств — носовой части машинного отделения и кормовой пассажирской лестницы первого класса. Остаток этой части корабля разбросан по морскому дну на расстоянии от 40-80 метров от основной части кормы.
Во время экспедиции 2010 года по составлению карты места крушения был найден большой кусок рубки (основание третьей трубы) вместе с фрагментами третьей трубы. Это указывало на то, что вместо того, чтобы просто распасться на массу обломков, большие секции корабля откололись кусками и что корабль разломился пополам между трубами номер два и три, а не между трубами номер три и четыре. Пять котлов из котельного отделения номер 1 оторвались во время его разрушения и приземлились на поле обломков вокруг кормы. Эксперты полагают, что это плотное скопление котлов указывает на гипоцентр от того места, где корабль развалился на высоте 3 700 метров. Остальные котлы, предположительно, все ещё расположены в носовой части.

### Поля обломков
Когда «Титаник» развалился на части, множество предметов и обломков корпуса были разбросаны по морскому дну. В непосредственной близости от места крушения есть два поля обломков, каждое около 600—800 метров длиной, тянущийся в юго-западном направлении от носа и кормы. Они занимают площадь около 5 квадратных километров. Большая часть обломков сосредоточена вблизи кормовой части «Титаника». Они состоят из тысяч предметов внутренних помещений корабля, начиная от тонн угля, высыпавшегося из разрушенных бункеров, и заканчивая чемоданами, одеждой, закупоренными винными бутылками (многие из которых все ещё целы, несмотря на давление), ваннами, окнами, умывальниками, кувшинами, чашами, ручными зеркалами и множеством других личных вещей. Поле обломков также включает в себя многочисленные фрагменты самого корабля, причем самые крупные обломки находятся вблизи частично разрушенной кормовой части.

## Состояние и износ затонувшего судна

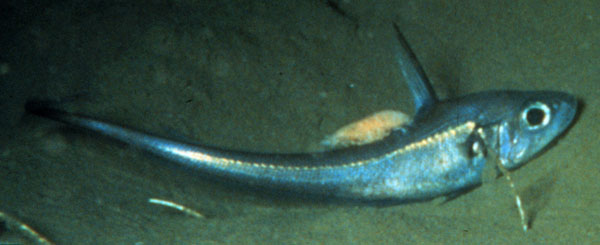
Рыба-гренадёр, типичный представитель глубоководной фауны вокруг «Титаника»

До обнаружения обломков «Титаника», в дополнение к распространенному предположению о том, что он затонул целым, было распространено мнение, что условия на глубине 3 700 метров сохранят корабль практически нетронутым. В частности, этому должны были способствовать низкая (всего около 1-2 °C) температура воды и отсутствие света. Кроме того, предполагалось, что высокое давление на глубине снизит уровень кислорода и солености до такой степени, что организмы не смогут закрепиться на затонувшем судне. «Титаник» фактически находился бы в состоянии заморозки.
Реальность оказалась совсем иной, и корабль всё больше приходил в негодность с тех пор, как затонул в апреле 1912 года. Его постепенный распад происходит из-за целого ряда различных процессов — физических, химических и биологических. Обломки расположены на волнистом, пологом участке морского дна в Титаническом каньоне, который омывается Западным пограничным течением. Водовороты течения постоянно омывают затонувшее судно, прочёсывая морское дно и предотвращая образование отложений на корпусе. Течение сильное и часто переменчивое, постепенно открывает дыры в корпусе корабля. Солевая коррозия разъедает корпус, на это также влияет гальваническая коррозия.
Наиболее резкое ухудшение было вызвано биологическими факторами. Раньше считалось, что глубины океана представляют собой безжизненную пустыню, но исследования, проводимые с середины 1980-х годов, показали, что океанское дно кишит жизнью и по биологическому разнообразию может соперничать с тропическими лесами. Во время экспедиции IMAX 1991 года учёные были удивлены разнообразием организмов, которые они обнаружили внутри «Титаника» и вокруг него. Всего было замечено 28 видов, включая морские актинии, крабов, креветок, морских звёзд и рыбу-гренадёра длиной до одного метра. Исследователи видели и гораздо более крупных существ.
Некоторые представители фауны «Титаника» были замечены впервые; экспедиция Джеймса Кэмерона в 2001 году обнаружила ранее неизвестный вид морского огурца лавандового цвета со светящимся рядом фосфоресцирующих круглых пятен по бокам. Недавно обнаруженный на корабле вид бактерий, поедающих ржавчину, был назван Halomonas titanicae, которые, как было установлено, вызывают быстрое разложение затонувшего судна. Генриетта Манн, обнаружившая бактерию, подсчитала, что «Титаник» полностью разрушится, возможно, уже к 2030 году. Канадский геофизик Стив Бласко прокомментировал, что затонувшее судно «стало оазисом, процветающей экосистемой, расположенной в обширной пустыне». В середине 2016 года специалисты Института Лауэ-Ланжевена использовали нейтронную визуализацию, чтобы продемонстрировать, что молекула эктоина используется Halomonas titanicae для регулирования баланса жидкости и объёма клеток, чтобы выжить при таких давлениях и солености.
Анализ, проведённый Генриеттой Манн и Бхавлин Каур, обе из университета Далхаузи в Галифаксе (Новая Шотландия), совместно с другими учёными и исследователями из Севильского университета в Испании, определил, что место крушения «Титаника» не будет существовать к 2037 году и что сохранение «Титаника» невозможно. «К сожалению, из-за того, что «Титаник» затонул на глубине 2,3 мили (3,7 км), его очень трудно, почти невозможно сохранить. Теперь есть фильм, который сохранит его для истории», — говорит Манн. «Это длится уже 100 лет, но в конце концов не останется ничего, кроме пятна ржавчины на дне Атлантики. Я думаю, что «Титанику» осталось, может быть, 15 или 20 лет. Я не думаю, что это продлится слишком долго». Другие учёные подсчитали, что «Титаник» просуществует не более 14 лет, по состоянию на 2017 год.
Мягкий органический материал, находившийся на борту и рассеянный по морскому дну вокруг корпуса, исчез бы первым, быстро съеденный рыбами и ракообразными. Сверлящие дерево моллюски, такие как тередо, в огромных количествах заселили палубы и внутренние помещения корабля, разъедая деревянный настил и другие деревянные предметы, такие как мебель, панели, двери и лестничные перила. Когда у них заканчивалась пища, они умирали, оставляя после себя известковые трубки. Вопрос о телах жертв часто беспокоил исследователей места крушения. Когда в 1986 году экспедиция Роберта Балларда обследовала поле обломков, были замечены пары обуви, лежащие рядом друг с другом на морском дне. Плоть, кости и одежда давным-давно были съедены, но танин, содержащийся в коже обуви, очевидно, сопротивлялся бактериям, оставляя обувь единственным признаком того, где когда-то лежало тело. Баллард предположил, что скелеты могут оставаться глубоко внутри корпуса «Титаника», например, в машинных отделениях или каютах третьего класса. Это было оспорено учёными, которые подсчитали, что тела полностью исчезли бы самое позднее к началу 1940-х годов.
В любом случае, моллюски и падальщики потребляли не всё органическое. Некоторые деревянные предметы на корабле и на полях обломков не были поглощены, особенно те, что сделаны из тика, плотной древесины, которая, по-видимому, устояла перед бурильщиками. Зона регистрации первого класса рядом с парадной лестницей корабля была все ещё на удивление цела, и мебель все ещё была видна среди обломков на полу. Хотя большинство коридоров лишились стен, мебель во многих каютах все ещё была на месте; в одной на кровати все ещё лежал матрас, а за ним расположился целый и невредимый комод. Роберт Баллард предположил, что в местах внутри корабля или погребённых под обломками, куда, возможно, не смогли добраться мусорщики, все ещё могут содержаться человеческие останки. По словам Чарльза Пеллегрино, который погружался к «Титанику» в 2001 году, кость пальца, окружённая частичными остатками обручального кольца, была найдена заблокированной на дне супницы, которую извлекли из-под обломков. При следующем погружении артефакт был возвращён на морское дно.

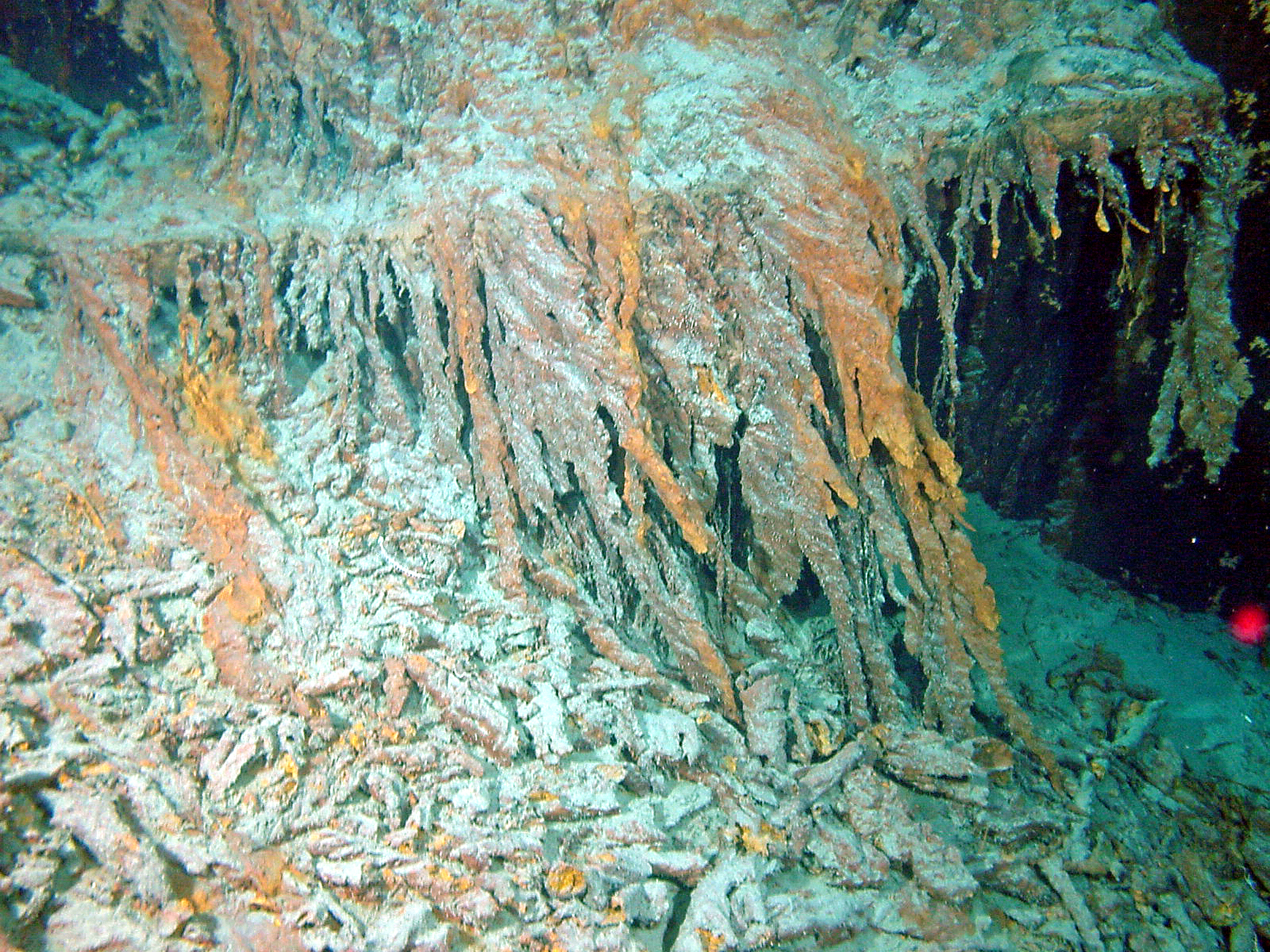
Часть затонувшего «Титаника» в 2003 году с рустикалиями, свисающими с корпуса

Самыми долгоживущими обитателями «Титаника», вероятно, являются бактерии и археи, которые колонизировали металлический корпус корабля. Они образовали «красновато-коричневые сталактиты ржавчины, свисающие вниз на несколько футов, похожие на длинные иглоподобные сосульки», как выразился Баллард. Образования, которые Баллард окрестил рустикалиями, чрезвычайно хрупки и распадаются в облаке частиц при прикосновении. Бактерии поглощают железо в корпусе, окисляя его и оставляя частицы ржавчины в качестве отходов. Чтобы защититься от морской воды, они выделяют кислую вязкую слизь, которая течёт туда, куда её несёт сила тяжести, неся с собой оксиды и гидроксиды железа. Они и образуют рустикалии.
Когда учёным удалось извлечь ржавчину, было обнаружено, что она гораздо сложнее, чем предполагалось, со сложными системами корней, проникающих в металл, внутренними каналами, пучками волокон, порами и другими структурами. Чарльз Пеллегрино комментирует, что они кажутся более похожими на «уровни организации тканей, обнаруженные у губок или мхов и других представителей животного или растительного царства». Бактерии поглощают корпус «Титаника» из расчета 180 кг в день, что составляет примерно 7,7 кг в час или 130 г в минуту. Рой Каллимор, микробиолог, подсчитал, что только в носовой части сейчас содержится около 650 тонн ржавчины, и что они поглотят 50 % корпуса в течение 200 лет.
С тех пор как в 1985 году были обнаружены обломки «Титаника», в морской экосистеме вокруг корабля наблюдались радикальные изменения. Экспедиция 1996 года зафиксировала на 75 % больше змеехвосток и морских огурцов, чем экспедиция Балларда 1985 года, в то время как криноиды и асцидии пустили корни по всему морскому дну. Появился красный криль, и неизвестный организм построил многочисленные гнёзда по всему морскому дну из чёрной гальки. Количество рустикалий на корабле значительно увеличилось. Любопытно, что примерно в те же сроки то же самое произошло с немецким линкором «Бисмарк», затонувшим на глубине 4 791 метров по другую сторону Атлантики. Было обнаружено, что в грязи вокруг корабля обитают сотни различных видов животных. Внезапный всплеск жизни вокруг «Титаника» может быть результатом увеличения количества питательных веществ, попадающих с поверхности, возможно, в результате чрезмерного вылова человеком рыбы, которая в противном случае потребляла бы питательные вещества.
Многие учёные, включая Балларда, обеспокоены тем, что посещения туристами в подводных аппаратах и извлечение артефактов приводят к более быстрому разложению затонувшего судна. Подводные бактерии разъедали сталь «Титаника» и превратили её в ржавчину с тех пор, как корабль затонул, но из-за дополнительного ущерба, причинённого посетителями, Национальное управление океанических и атмосферных исследований оценивает, что «корпус и конструкция корабля могут рухнуть на дно океана в течение следующих 50 лет». Прогулочная палуба за последние годы пришла в негодность, отчасти из-за повреждений, вызванных посадкой подводных аппаратов на судно. Мачта почти полностью разрушилась, с неё сняли колокол и медный фонарь.
Другие повреждения включают в себя порез в носовой части, где печатными буквами когда-то было написано «Титаник», часть латунного телемотора, который когда-то удерживал деревянное колесо корабля, теперь перекручена, а наблюдательный пост (воронье гнездо) полностью разрушило. Кэмерон несёт ответственность за некоторые из наиболее значительных повреждений во время своей экспедиции на корабль в 1995 году, чтобы снять кадры для своего фильма «Титаник» два года спустя. Один из подводных аппаратов Мир, использовавшихся в экспедиции, столкнулся с корпусом, повредив и разбросав фрагменты кожуха гребного винта по надстройке. Каюта капитана Смита была сильно повреждена в результате обрушения внешней переборки, которая обнажила внутреннюю часть каюты.
Погружения с подводной лодки в 2019 году выявили дальнейшее ухудшение состояния затонувшего судна, включая потерю ванны капитана.

## Право собственности
Обнаружение «Титаника» в 1985 году вызвало споры о принадлежности затонувшего судна и ценных предметов внутри и на морском дне вокруг него. Изначально, в 1912 году «Титаник» принадлежал перевозчику «White Star Line».
Баллард и его команда не стали поднимать артефакты с места крушения, посчитав такой поступок равносильным ограблению могилы. С тех пор Баллард решительно настаивал на том, «чтобы искатели сокровищ не трогали его». Как выразился Баллард, развитие глубоководных аппаратов сделало «великие пирамиды глубин… доступными для человека. Он может либо разграбить их, как египетские грабители могил, либо защитить их для бесчисленных поколений, которые последуют за нашим». Однако всего через две недели после обнаружения британская страховая компания Liverpool and London Steamship Protection and Indemnity Association заявила, что затонувшее судно принадлежит ей, и было объявлено о ещё нескольких планах по его поднятию. Бельгийский предприниматель предлагал экскурсии на «Титаник» по цене 25 000 долларов США c человека. Британец Дуглас Фолкнер-Вулли претендовал на право собственности на «Титаник», основываясь на «решении Британского совета по торговле конца 1960-х годов», которое присудило ему право собственности на затонувшее судно. В то время затонувшее судно ещё не было обнаружено.
Подстегнутый призывами Балларда оставить затонувшее судно в покое, в 1986 году конгрессмен из Северной Каролины Уолтер Б. Джонс-старший в Палате представителей Соединенных Штатов представил закон о морском мемориале обломков «Титаника». В нём содержался призыв к введению строгих научных рекомендаций, регулирующих исследование и спасение «Титаника», и призыв к Госсекретарю Соединенных Штатов лоббировать принятие аналогичного закона Канадой, Великобританией и Францией. Он был принят Палатой представителей и Сенатом подавляющим большинством голосов и после подписания президентом Рональдом Рейганом стал законом 21 октября 1986 года. Однако, поскольку затонувшее судно находится за пределами вод Соединенных Штатов, закон был отменен Окружным судом Соединенных Штатов по Восточному округу Вирджинии, подразделение Норфолк, в 1998 году. Хотя переговоры между четырьмя странами велись в период с 1997 по 2000 год, в результате «Соглашение, касающееся потерпевшего кораблекрушение судна Титаник» было ратифицировано только США и Великобританией.
Подавляющее большинство реликвий, извлеченных различными группами с «Титаника», принадлежали компании Premier Exhibitions, которая управляла RMS Titanic Inc. и объявила о банкротстве в 2016 году. В конце августа 2018 года среди групп, претендовавших на приобретение 5 500 реликвий, была одна, предоставленная музеями Англии и Северной Ирландии при содействии Джеймса Кэмерона и некоторой финансовой поддержке National Geographic. Океанограф Роберт Баллард сказал, что он поддержал это предложение, поскольку оно гарантировало бы, что памятные вещи будут постоянно выставлены в Белфасте (Северная Ирландия) и Гринвиче (Великобритания). Решение относительно исхода должно было быть принято судьей окружного суда Соединенных Штатов по делу под названием RMS Titanic Inc., 16-02230, Суд по делам о банкротстве США, Средний округ Флориды (Джексонвилл). 18 октября 2018 года судья одобрил продажу артефактов группе частных инвесторов.

### Судебные разбирательства и споры
Всего через несколько дней после обнаружения Баллардом затонувшего судна Джек Гримм — автор безуспешных попыток найти «Титаник» в начале 1980—х годов — заявил о праве собственности на него на том основании, что он якобы был первым, кто его нашел. Он объявил, что намерен приступить к спасению обломков затонувшего судна и сказал, что «он не мог смотреть, как они просто лежат там и их поглощает океанское дно. Какой возможный вред может нанести спасение этой массе искореженной стали?».
Консорциум Titanic Ventures Inc., базирующийся в Коннектикуте, совместно с IFREMER спонсировал в 1987 году поисково-спасательную операцию. Экспедиция вызвала бурю негодования. Выжившая на «Титанике» Ева Харт осудила то, что многие сочли разграблением братской могилы: «Поднимать эти вещи из братской морской могилы только для того, чтобы заработать несколько тысяч фунтов, показывает ужасную бесчувственность и жадность. Могилу следует оставить в покое. Они просто собираются сделать это как охотники за приданым, стервятники, пираты!»

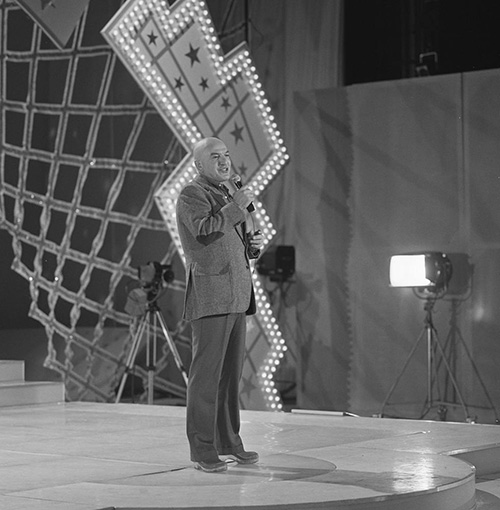
Телли Савалас представил сильно раскритикованное шоу «Возвращение на „Титаник“ в прямом эфире» 28 октября 1987 года

Опасения общественности усилились, когда 28 октября 1987 года из музейного центра Cité des sciences et de l’industrie в Париже транслировалась телевизионная программа Возвращение на «Титаник» в прямом эфире, которую вел Телли Савалас. Перед телезрителями в прямом эфире был вскрыт саквояж, поднятый со дна моря, в котором находилось несколько личных вещей, очевидно, принадлежавших Ричарду Л. Беквиту из Нью-Йорка, который выжил при крушении. Также был открыт сейф, в котором находилось несколько памятных вещей и мокрые банкноты. Тон мероприятия был описан одним комментатором как «несимпатичный, лишенный достоинства и утонченности, а также со всеми поверхностными качествами „медийного мероприятия“».
Телевизионный критик Джон Корри из Нью-Йорк Таймс назвал это событие «сочетанием священного и нечестивого, а иногда и откровенно глупого». Пол Хейер комментирует, что это было «представлено как своего рода глубоководный стриптиз» и что Савалас «казался изможденным, пропустил несколько реплик и в какой-то момент чуть не споткнулся о стул». Споры продолжались и после трансляции, когда были выдвинуты заявления о том, что сейф был открыт заранее и что шоу было мошенничеством.
Для организации экспедиции на «Титаник» в 1992 году была образована Marex-Titanic Inc., генеральным директором которой стал Джеймс Коллар. Компания была дочерней компанией Marex International, международной морской спасательной фирмы, расположенной в Мемфисе (штат Теннесси). В 1992 году Marex предприняла попытку захватить контроль над артефактами и самим затонувшим кораблем, подав в суд на Titanic Ventures, утверждая, что последняя отказалась от своих претензий, не возвращаясь к месту крушения после экспедиции 1987 года. Было заявлено о преимущественном праве на спасение, основанном на «бутылочке с таблетками» и фрагменте корпуса, которые, как утверждалось, были извлечены Marex. Одновременно Marex направила судно Sea Mussel для проведения собственной спасательной операции.
Однако, как утверждалось, артефакты Marex были незаконно извлечены российско-американо-канадской экспедицией 1991 года, и Marex был выдан временный судебный запрет, препятствующий осуществлению её планов. В октябре 1992 года судебный запрет стал постоянным, и требования Titanic Ventures о спасении были удовлетворены. Позже это решение было отменено апелляционным судом, но иски Marex не были возобновлены. Несмотря на это, контроль Titanic Ventures над артефактами, найденными в 1987 году, оставался под вопросом до 1993 года, когда французский администратор в Управлении морских дел Министерства оборудования, транспорта и туризма присвоил артефактам право собственности компании.
В мае 1993 года Titanic Ventures продала свои доли в спасательных операциях и артефактах RMS Titanic Inc., дочерней компании Premier Exhibitions Inc., возглавляемой Джорджем Таллохом и Арни Геллером. Компании пришлось пройти через трудоемкий юридический процесс, чтобы юридически признать себя единственным спасателем затонувшего судна. Некоторое время против иска компании выступала Ливерпульская и Лондонская ассоциации защиты пароходов и возмещения убытков, бывшие страховщики «Титаника», но в итоге иск был удовлетворен. 7 июня 1994 года Окружной суд Соединенных Штатов по Восточному округу Вирджинии присудил компании право собственности и спасения в постановлении, в котором компания была объявлена «спасателем, находящимся во владении» затонувшего судна.
RMS Titanic Inc. также попыталась обеспечить эксклюзивный физический доступ к месту крушения. В 1996 году компания получила постановление суда, согласно которому у неё было «исключительное право делать любые виды фотографических снимков затонувшего „Титаника“ и места крушения». В 1998 году компания получила ещё одино постановление суда против Deep Ocean Expeditions и корпорации Криса Хавера c Британских Виргинских островов, которая намеревалась организовать туристические поездки на «Титаник» стоимостью 32 000 долларов США с человека. (60 тыс. на сегодня). Это решение было отменено в марте 1999 года Апелляционным судом Соединенных Штатов по четвёртому округу, который постановил, что закон о спасении не распространяется на получение исключительных прав на просмотр, посещение и фотографирование места крушения.
Суд постановил, что «Титаник» «расположен в общественном месте» в международных водах, а не в частном или контролируемом месте, доступ к которому мог бы быть ограничен владельцем. Предоставление такого права также создало бы «ложный стимул»; поскольку целью спасения является проведение спасательной операции, оставление имущества на месте, чтобы его можно было сфотографировать, противоречило бы этой цели.
В последние годы продолжались судебные разбирательства по поводу артефактов. В ходатайстве, поданном 12 февраля 2004 года, RMS Titanic Inc. просила окружной суд Соединенных Штатов вынести постановление о присуждении ей «права собственности на все артефакты (включая части корпуса), которые являются предметом этого иска в соответствии с Законом о находках» или, в качестве альтернативы, о премии за спасение в размере 225 миллионов долларов США. RMS Titanic Inc. исключила из своего ходатайства какие-либо требования о присуждении права собственности на предметы, найденные в 1987 году, но потребовала, чтобы окружной суд объявил, что, основываясь на французском административном иске, «артефакты, поднятые во время экспедиции 1987 года, независимо принадлежат RMST». После слушания окружной суд вынес постановление от 2 июля 2004 года, в котором было отказано в удовлетворении вежливости или признании постановления французского администратора от 1993 года и отклонено требование RMS Titanic Inc. о том, что ей должно быть присвоено право собственности на предметы, найденные с 1993 года, в соответствии с Морским правом находок.
RMS Titanic Inc. подала апелляцию в Апелляционный суд Соединенных Штатов по четвёртому округу. В своем решении от 31 января 2006 года суд признал «недвусмысленную целесообразность применения морского закона о спасении к историческим затонувшим кораблям, таким как „Титаник“», и отказал в применении Морского закона о находках. Суд также постановил, что окружной суд не обладает юрисдикцией в отношении «артефактов 1987 года», и поэтому отменил эту часть постановления суда от 2 июля 2004 года. Другими словами, согласно этому решению, RMS Titanic Inc. имеет право собственности на объекты, присужденные по решению Франции (ранее оцененные в 16,5 миллионов долларов США), и остается спасателем затонувшего судна «Титаник». Апелляционный суд вернул дело в Окружной суд для определения размера компенсации за спасение (225 миллионов долларов США, запрошенных RMS Titanic Inc.).
24 марта 2009 года стало известно, что судьба 5 900 артефактов, извлеченных с места крушения, будет зависеть от решения окружного судьи США. Позднее это решение было вынесено в виде двух постановлений от 12 августа 2010 года и 15 августа 2011 года. Как было объявлено в 2009 году, судья постановил, что артефакты принадлежат RMS Titanic Inc., и решение касалось статуса затонувшего судна, а также создания системы мониторинга для проверки будущей деятельности на месте крушения. 12 августа 2010 года судья Ребекка Бич Смит присудила RMS Titanic Inc. справедливую рыночную стоимость артефактов, но отложила вынесение решения об их принадлежности и условиях их сохранения, возможной утилизации и экспонирования до принятия дальнейшего решения.
15 августа 2011 года судья Смит предоставила право собственности на тысячи артефактов с «Титаника», которыми RMS Titanic Inc. ещё не владела, в соответствии с решением французского суда, касающимся первой группы спасенных артефактов, RMS Titanic Inc. при соблюдении подробного перечня условий, касающихся сохранения и распоряжения предметами. Артефакты могут быть проданы только компании, которая будет соблюдать длинный список условий и ограничений. Фирма RMS Titanic Inc. может извлечь выгоду из этих артефактов, выставив их на всеобщее обозрение.

### Вопросы сохранения

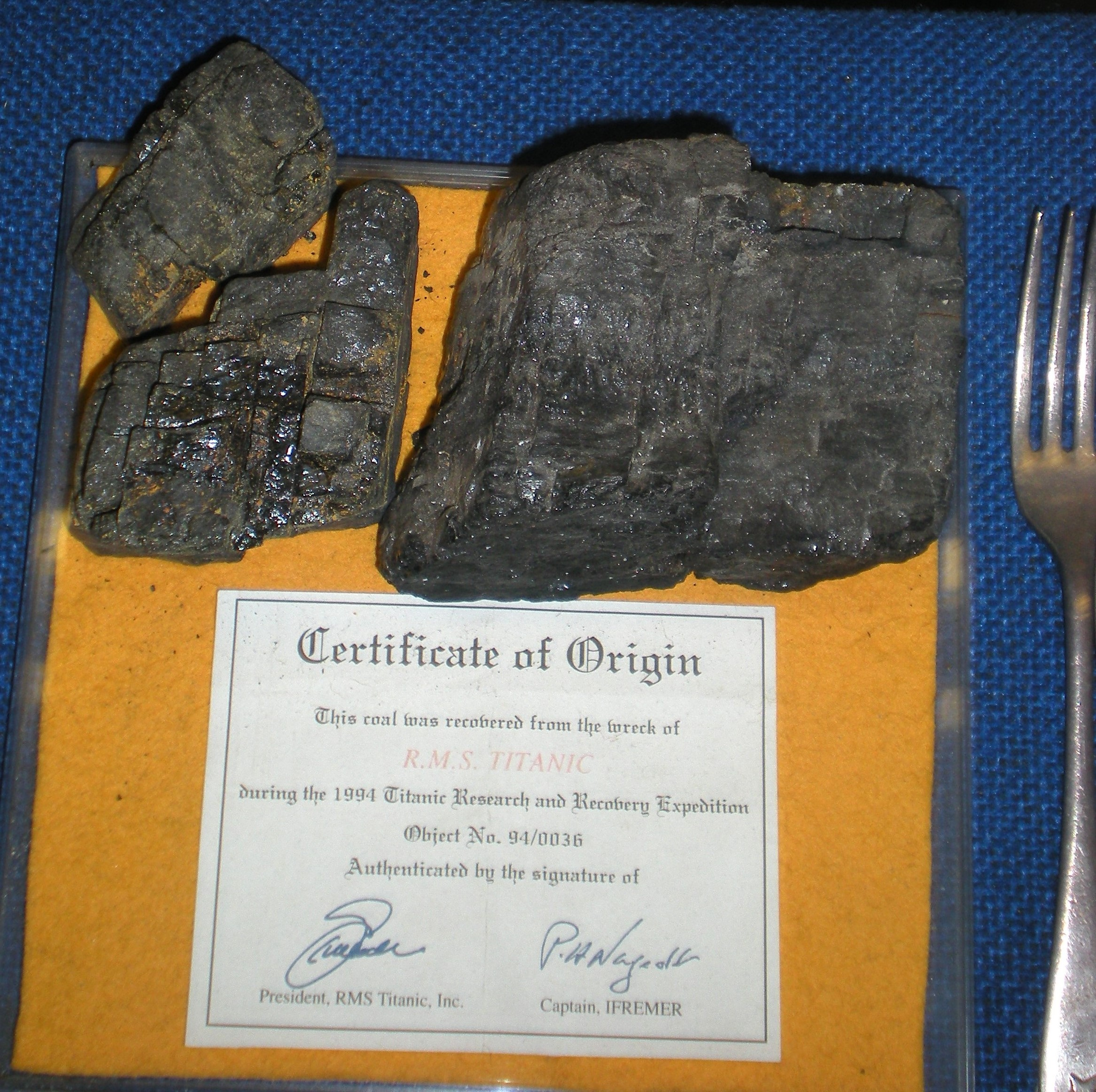
Куски угля, извлеченные с «Титаника» и спорно проданные компанией RMS Titanic Inc.

Компания RMS Titanic Inc. вызвала значительные споры из-за своего подхода к «Титанику». После обнаружения затонувшего судна образовались два соперничающих лагеря: «защитники природы», которых поддержал Джордж Таллок из RMS Titanic Inc. (умерший в 2004 году), и «протекционисты», самым известным сторонником которых является Роберт Баллард. Первый лагерь утверждал, что артефакты с места крушения должны быть извлечены и законсервированы, в то время как второй лагерь утверждает, что все место крушения следовало оставить нетронутым как братскую могилу. Оба лагеря согласны с тем, что само затонувшее судно не нужно спасать — хотя RMS Titanic Inc. не придерживалась своей провозглашенной политики «невмешательства», когда ей удалось разрушить наблюдательный пост (воронье гнездо) «Титаника» в ходе извлечения колокола. Её предшественник Titanic Ventures договорилась с IFREMER о том, что не будет продавать ни один из артефактов, но выставит их на всеобщее обозрение, за что может взимать входную плату.
Подход Таллоха, несомненно, привел к результатам, которые в противном случае были бы невозможны. В 1991 году он подарил Эдит Эйлин Хэйсман, 96-летней женщине, пережившей катастрофу, карманные часы её отца, которые были подняты со дна моря. В последний раз она видела его 15 апреля 1912 года, когда он помахал на прощание своей жене и дочери, когда они покидали корабль в спасательной шлюпке № 14. Больше они его никогда не видели, и он, по-видимому, утонул вместе с кораблем. Часы были одолжены Хэйсман «пожизненно»; когда она умерла пять лет спустя, они были возвращены RMS Titanic Inc..
В другом случае в багаже парохода, найденном на поле обломков, были обнаружены три музыкальных инструмента, колода игральных карт, дневник, принадлежащий некоему Говарду Ирвину, и пачка писем от его подруги Перл Шаттл. Сначала считалось, что Ирвин, музыкант и профессиональный игрок, поднялся на борт корабля под вымышленным именем. Не было никаких записей о том, что он был среди пассажиров, хотя для него был куплен билет. Оказалось, что он остался на берегу, а чемодан доставил на борт корабля его друг Генри Сьютхолл, который был среди жертв катастрофы. Хрупкое содержимое чемодана сохранилось потому, что внутри не было достаточно кислорода, что препятствовало поглощению бумаги бактериями. Известно лишь о нескольких других кораблекрушений, в которых сохранились читаемые записи.
С другой стороны, сильно коммерциализированный подход RMS Titanic Inc. неоднократно вызывал споры, и многие утверждали, что спасение «Титаника» по своей сути является актом неуважения. Место крушения было названо «могилой и реликварием», «надгробием для 1500 погибших» и «освященной землей». Историки «Титаника» Джон Итон и Чарльз Хаас утверждают, что спасатели — не более чем «расхитители и кабинетные эксперты по спасению», а другие характеризуют их как «расхитителей могил». Телевизионное шоу Возвращение на «Титаник»… в прямом эфире! в 1987 году было широко осуждено как «цирковое», хотя научные и финансовые руководители экспедиции 1987 года не имели никакого контроля над шоу.
В одном особенно противоречивом эпизоде компания RMS Titanic Inc. продала около 80 000 кусков угля, извлеченных из-под обломков, чтобы покрыть расходы на подъём «большого куска» корпуса судна, которые, по слухам, составили 17 миллионов долларов. Компания попыталась обойти соглашение о неразглашении с IFREMER, взимая с новых владельцев «плату» в размере 25 долларов за то, чтобы они выступали в качестве «хранителей», чтобы заявить, что куски угля на самом деле не были проданы. Это вызвало резкую критику со всех сторон. Тем не менее, в 1999 году Таллок был отстранен от должности акционерами компании и заменен Арни Геллером, который пообещал более агрессивный подход к получению прибыли. Компания заявила, что у неё есть «абсолютное право» продавать поднятые золото, монеты и валюту. Этому помешало постановление суда в Соединенных Штатах, IFREMER отказалась от сотрудничества и отозвала свои подводные аппараты, пригрозив судебным иском.

### Соглашение о защите между Великобританией и США
В январе 2020 года правительства Соединенного Королевства и Соединенных Штатов объявили, что договорились защищать обломки «Титаника». Соглашение, подписанное британским правительством в 2003 году, вступило в силу после ратификации госсекретарем США Майком Помпео в конце 2019 года. Министр морского флота Великобритании Нус Гани заявил, что Великобритания будет сотрудничать с Канадой и Францией, чтобы обеспечить «еще большую защиту» обломков

## Выставки артефактов с «Титаника»

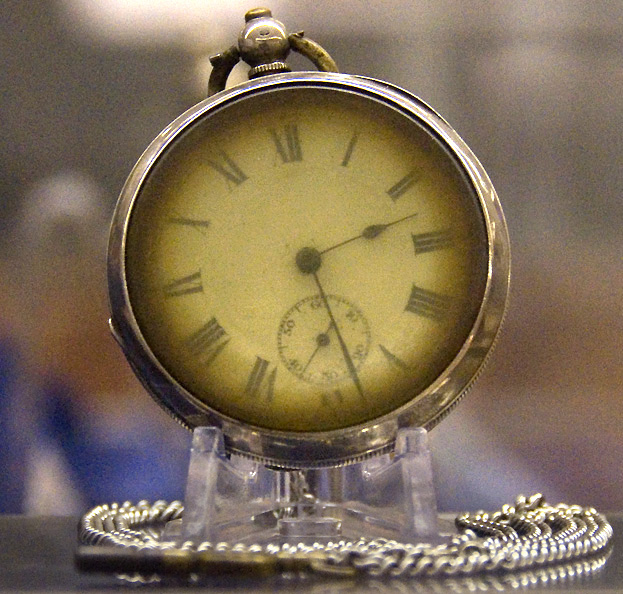
Карманные часы, найденные у неизвестной жертвы катастрофы. Остановившиеся в 02:28, через несколько минут после того, как их владелец оказался в воде

### Артефакты
Предметы с «Титаника» выставлялись на всеобщее обозрение в течение многих лет, хотя лишь немногие из них были получены до обнаружения затонувшего судна в 1985 году. В Морском музее Атлантики в Галифаксе (Новая Шотландия), есть коллекция деревянных фрагментов и неповрежденный шезлонг, поднятый из моря канадскими поисковыми судами, которые извлекали тела жертв. В различных других музеях, включая Национальный морской музей в Гринвиче и Морской музей в Саутгемптоне (Великобритания), есть предметы, пожертвованные выжившими и родственниками жертв, включая некоторые предметы, которые были сняты с тел жертв.
Другие подаренные артефакты с «Титаника»  можно найти в Морском музее Мерсисайд в Ливерпуле (Великобритания) и музее Исторического общества «Титаника» в Спрингфилде (штат Массачусетс). Коллекция последнего включает такие предметы, как спасательный жилет Мадлен Астор, выжившей жены миллионера Джона Джейкоба Астора IV, утонувшего на «Титанике», заклёпка, которая была удалена из корпуса перед тем, как «Титаник» ушёл в море, ледовое предупреждение, которое так и не добралось до мостика, меню ресторана и образец ковра из каюты первого класса.

### Выставки
RMS Titanic Inc. организует по всему миру масштабные выставки артефактов, найденных на месте крушения. После проведения небольших выставок в Париже и Скандинавии, первая крупная выставка найденных артефактов была проведена в Национальном музее мореплавания в 1994-95 годах. Она была чрезвычайно популярна, привлекая в среднем 21 000 посетителей в неделю в течение всего года проведения выставки. С тех пор RMS Titanic Inc. организовала крупномасштабную постоянную выставку артефактов «Титаника» в отеле и казино Luxor в Лас-Вегасе (штат Невада).
На выставке площадью 25 000 кв. футов (2 300 кв. метров) представлен «большой фрагмент» корпуса, извлеченный в 1998 году, и законсервированные предметы, включая багаж, свистки «Титаника», напольная плитка и нераспечатанная бутылка шампанского. Экспозиция включает в себя полномасштабную копию парадной лестницы корабля и часть прогулочной палубы, и даже макет айсберга. Компания также проводит передвижную выставку под названием Титаник: Выставка артефактов, которая проходила в различных городах по всему миру и которую посмотрели более 20 миллионов человек. Выставка обычно длится от шести до девяти месяцев и представляет собой сочетание артефактов, реконструкций и экспозиций корабля, его пассажиров и экипажа, а также самой катастрофы. Аналогично Мемориальному музею Холокоста Соединенных Штатов в Вашингтоне (округ Колумбия), посетителям выдается «посадочный талон» на имя отдельного пассажира в начале выставки, судьбу которого они узнают в конце посещения выставки.